# Komunita Taizé

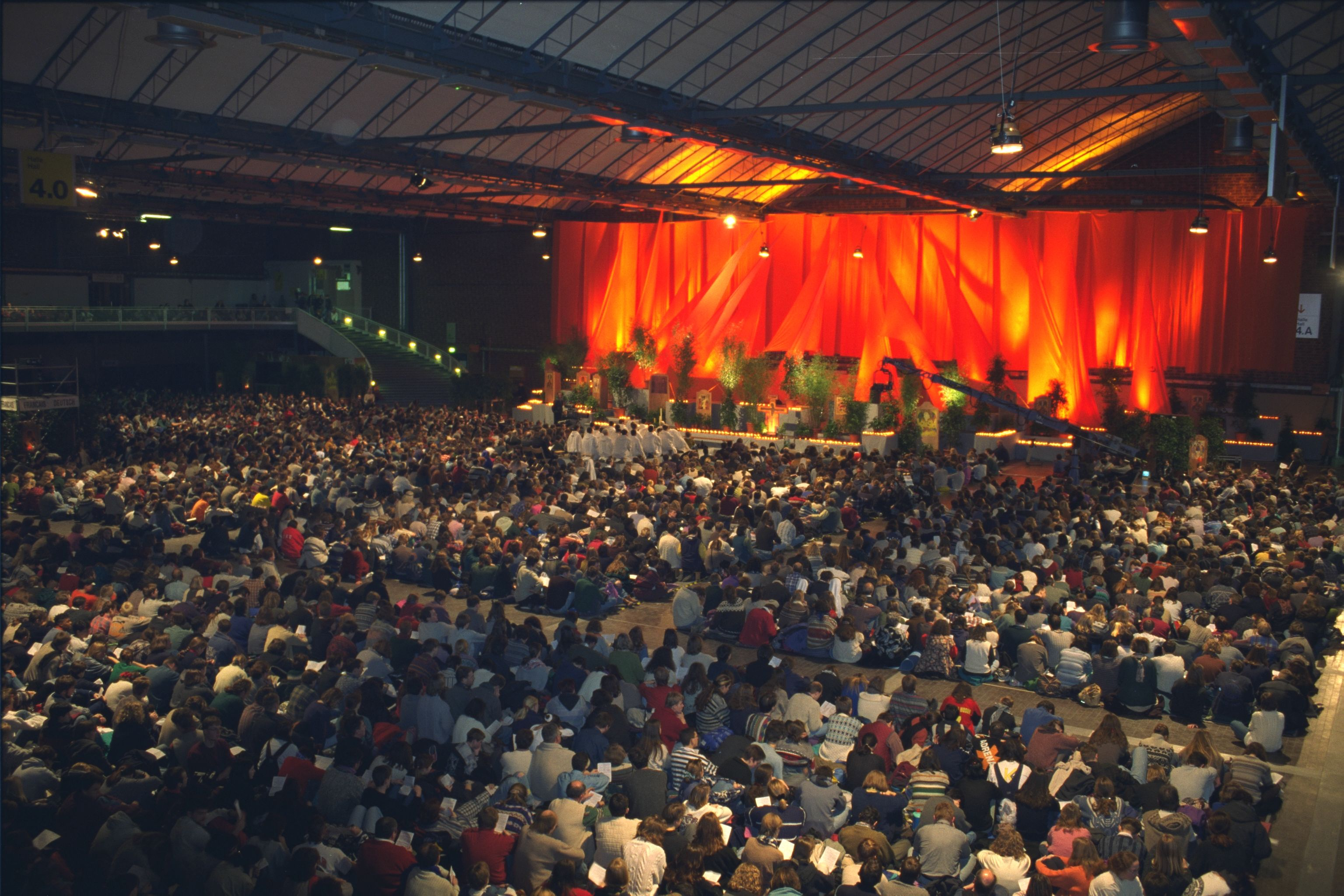
Modlitba při Evropském setkání mladých

Komunita Taizé (francouzsky Communauté de Taizé) je křesťanské ekumenické společenství klášterního typu nacházející se v burgundské vesnici Taizé ve Francii. Byla založena v roce 1940 bratrem Rogerem (Roger Schütz). Dnes komunita čítá kolem 100 bratrů, katolíků i různých protestantských vyznání, kteří pocházejí z více než 25 různých národů.
V roce 1991 byl nově objevený asteroid 100033 Taizé pojmenován na počest této komunity.

## Historie
V době 2. světové války, v roce 1940, přijel tehdy pětadvacetiletý bratr Roger na kole ze Švýcarska, kde se narodil a kde vystudoval teologii, do Francie, rodné země své matky. Od mládí, především v době, kdy prodělával tuberkulózu, v něm zrála touha založit komunitu bratří, která by se stala kvasem smíření v lidské rodině.

Recepce pro návštěvníky v komunitě Taizé

Po příjezdu do Francie dorazil do Cluny, které znal jako centrum středověkého mnišského života. Právě zde se dozvěděl, že v nedaleké vesnici Taizé je na prodej dům. Jedna místní žena ho zde pozvala k jídlu. Když se dozvěděla o jeho úmyslech, prosila bratra Rogera, aby zůstal v Taizé, protože jsou zde místní obyvatelé „tak sami“.
Bratr Roger se v Taizé, které se nacházelo blízko demarkační linie, usadil. Brzy začal v jednoduchých podmínkách ukrývat válečné uprchlíky, především Židy. Připojila se k němu také jedna z jeho sester, Geneviève. V roce 1942 byli varováni, že byli odhaleni, proto se sourozenci uchýlili zpět do rodného Švýcarska, do Ženevy. Do Taizé se mohl vrátit až v roce 1944, tehdy se k němu připojili také první bratři, kteří se s ním seznámili ve Švýcarsku.
Po válce se bratr Roger s ostatními bratry a opět s pomocí sestry Geneviève začal starat o několik místních sirotků. I přes kritické ohlasy místních obyvatel se po válce snažil pomáhat i zajatým Němcům, kteří žili v nelehkých podmínkách zajateckých táborů.
V roce 1949 měla komunita už sedm bratří, kteří o Velikonocích přijali závazek společného života v prostotě a celibátu.
V zimě 1952–1953 napsal bratr Roger pro komunitu řeholi s názvem Pravidla Taizé a stal se prvním jejím představeným. Spolu s dalšími bratry se zúčastnil 2. vatikánského koncilu jako pozorovatel.
V roce 1962 byl kvůli nedostatečné kapacitě románského kostela ve vesnici postaven Chrám smíření.
Počet členů komunity během let vzrůstal. V roce 1969 se bratrem stal jeden mladý lékař z Belgie, který se stal prvním katolíkem v komunitě.
Důležitou událostí v životě komunity byla návštěva papeže Jana Pavla II. v Taizé v říjnu roku 1986.
Zakladatel komunity a její první představený, bratr Roger, byl 16. srpna 2005 během večerní modlitby napaden a usmrcen psychicky nemocnou návštěvnicí. Bylo mu devadesát let, když zemřel. Pro ekumenické zaměření společenství je příznačné, že nástupcem bratra Rogera ve funkci představeného se stal bratr Alois (Alois Löser), katolík pocházející z Německa (Bavorsko), který k řádu přistoupil již roku 1974.

## Život komunity

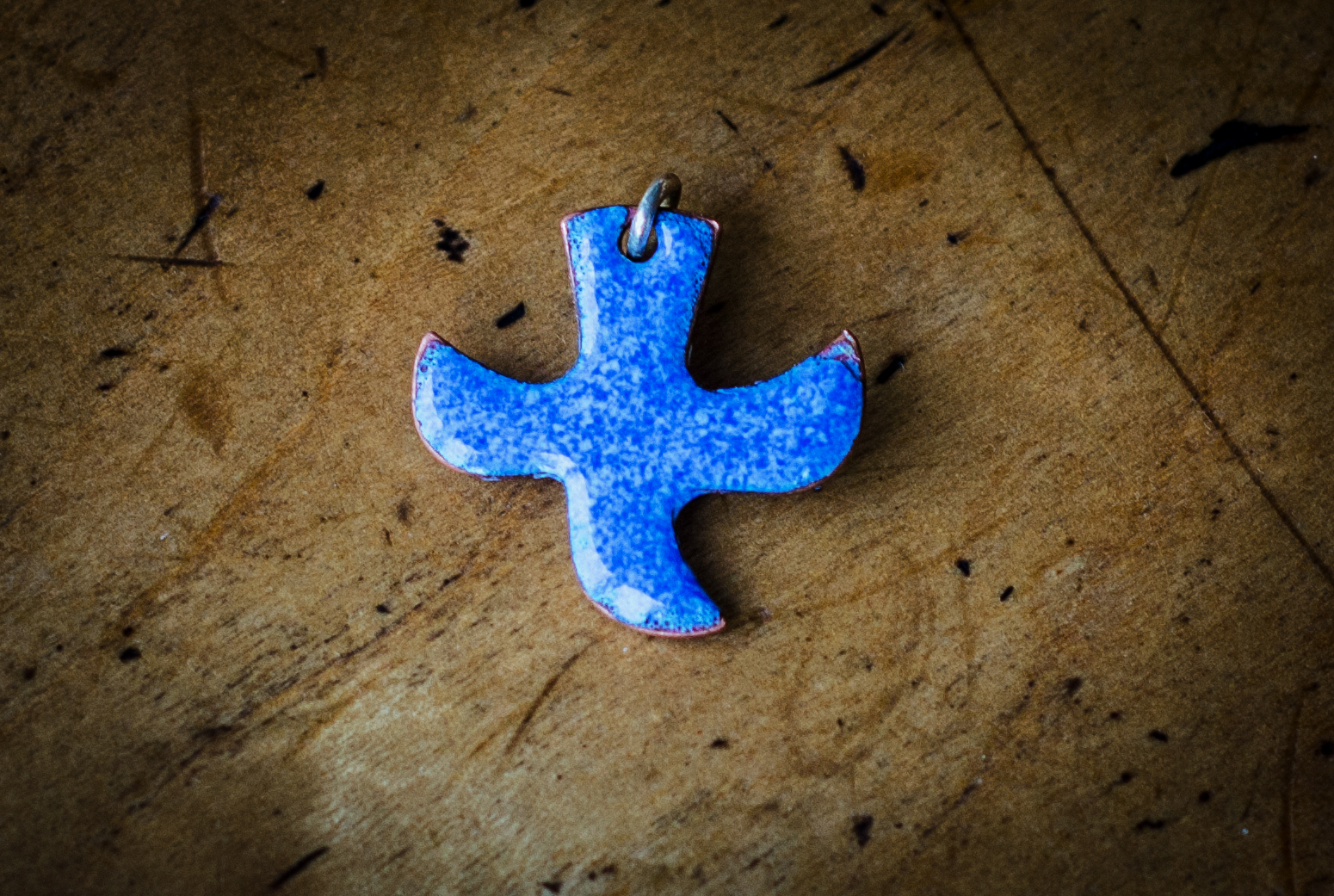
Typický křížek Taizé

Rytmus života komunity udávají modlitby, které se konají třikrát denně. Bratři nepřijímají žádné dary nebo dotace, dokonce i osobní dědictví využívají pro pomoc potřebným. Živí se svou prací: vydávají knihy, CD, DVD a podobně. Už od počátků komunity má v Taizé tradici výroba keramiky, která je spjata především s osobou bratra Daniela.
Od padesátých let 20. století někteří bratři žijí po delší nebo kratší dobu v malých skupinkách, tzv. fraternitách, v zemích především rozvojového světa, aby sdíleli život s nejchudšími obyvateli. V současné době[kdy?] se fraternity nacházejí v Brazílii, Bangladéši, Senegalu, Keni a několik bratří žije i v Jižní Koreji.
V rámci projektu Operace Naděje bratři zprostředkovávají humanitární pomoc potřebným lidem, v době hladomoru v Severní Koreji v roce 1998 do této země zaslali 1000 tun kukuřice a v následujících letech zorganizovali sbírky zdravotnického materiálu pro místní nemocnice.
Koncem padesátých let 20. století začalo Taizé navštěvovat množství především mladých lidí. Bratři komunity byli jejich zájmem zpočátku zaskočeni a několik let hledali způsob, jak se s jejich přítomností vyrovnat. Jejich počet v průběhu let stoupal a zároveň začali přijíždět mladí z různých zemí, kteří často nerozuměli francouzštině, dorozumívacímu jazyku komunity.
Neexistuje žádná komunita sester z Taizé. Na pozvání bratra Rogera ale přijely s přijetím poutníků pomáhat nejprve sestry sv. Ondřeje, ženského katolického řádu původně z Belgie, které od roku 1972 žijí ve sousední vesnici jménem Ameugny. Později přijely pomáhat také sestry kongregace sester voršilek Srdce Ježíše Umírajícího (tzv. šedé voršilky) a sestry kongregace Milosrdných sester sv. Vincence de Paul.

## Zpěvy z Taizé
Bratři hledali způsob, kterým by se mohli všichni mladí lidé zapojit do pravidelných modliteb komunity; původně byly totiž náplní modliteb především dlouhá kantika (chvalozpěvy, hymny) a zpívané žalmy ve francouzštině. Oslovili francouzského hudebního skladatele Jacquesa Berthiera, zda by spolu s nimi hledal způsob, jak zpěvy zjednodušit. Postupně se v Taizé začaly používat krátké, stále se opakující zpěvy meditativního charakteru zpívané v různých jazycích, které je snadné se naučit. Na tvorbě zpěvů s komunitou spolupracoval i Joseph Gelineau. Od devadesátých let 20. století komponují nové písně sami bratři komunity.

### Laudate omnes gentes
je nejznámější duchovní píseň z Taizé.[zdroj?] Zpívá se v řadě jazyků (podobně jako jiné písně, například El Senyor és la meva força / In the Lord I’ll Be Ever Thankful / Každý den Pán mi sílu dává).
- latinsky: Laudate omnes gentes, laudate Dominum.
- anglicky: Sing Praises, All You Peoples, Sing Praises to the Lord.
- německy: Lobsingt, ihr Völker alle, lobsingt und preist den Herrn.
- španělsky: Alabe todo el mundo, alabe al Señor. Alabe todo el Mundo, alabe a nuestro Dios.
- portugalsky: Cantai todos os povos, louvai nosso Senhor.
- švédsky: Sjung lovsang, alla länder, och prisa Herrens namn!
- francouzsky: Louez, vous tous les peuples, chantez pour le Seigneur!
- estonsky: Oh, kiitke nüüd koik rahvad, oh, kiitke Jumalat!
- litevsky: Giedokit visos tautos, giedokit Viešpačiui.
- svahilsky: Sifoni watu wote, sifoni Mwenyenzi.
- česky: Zpívejte národové, zpívejte Pánu! Zpívejte národové, svou chválu Pánu.

## Liturgie
Modlitby komunity sestávají kromě písní z Taizé z dalších jednoduchých prvků: krátkého čtení z Bible, žalmu a přímluv. Důležité místo má v modlitbě ticho, které trvá kolem osmi minut. Ekumenické modlitby se zpěvy z Taizé, které zachovávají podobný program, se konají po celém světě, včetně různých míst Česka.

## Setkání mladých
Během celého roku se v Taizé konají setkání mladých ve věku 17–30 let. Zároveň komunitu navštěvují i dospělí a v určitých obdobích roku mohou přijet i rodiny s dětmi. V současnosti může být v Taizé zároveň až 7 tisíc lidí, kteří přijíždějí ze všech států Evropy i z dalších světadílů. Setkání mají týdenní charakter, od neděle do následující neděle. Mladí lidé mohou přijet i na delší dobu jako dobrovolníci, aby zde pomáhali s přijetím poutníků, hledali, co chtějí v životě dělat, a zažili život ve společenství a modlitbě. Během pobytu jsou doprovázeni vždy buď jedním bratrem (muži) nebo sestrou (ženy), kteří jim naslouchají a pomáhají jim rozlišovat, co je pro ně důležité.
Program typického dne v Taizé
- 8:15 ranní modlitba
- 9:00 snídaně
- 10:00 biblický úvod a sdílení ve skupinkách
- 12:20 polední modlitba
- 13:00 oběd
- 14:00 nácvik zpěvu
- 15:15 pomoc s praktickými úkoly (úklid…)
- 17:15 svačina
- 17:45 workshopy
- 19:00 večeře
- 20:30 večerní modlitba

## Pouť důvěry na zemi
Komunita se nesnaží kolem sebe vytvářet nějaké hnutí, ale povzbuzuje poutníky, aby se, až se vrátí domů, zapojili plněji do své vlastní místní církve. Aby je v tomto úsilí podpořil, zahájil bratr Roger spolu s komunitou v sedmdesátých letech 20. století tzv. pouť důvěry na zemi. Jednotlivými etapami této pouti jsou setkání mladých pořádaná v Evropě i na dalších světadílech, k nimž se každoročně shromažďují desetitisíce mladých lidí.

### Evropská setkání mladých
Na konci každého roku, většinou od 28. prosince do 1. ledna, se vždy v některém velkém evropském městě koná evropské setkání mladých, které organizují spolu s dalšími dobrovolníky bratři z Taizé. Účastníci setkání jsou ubytováni u obyvatel tohoto města a jeho okolí. Dopoledne se program koná v místních farnostech a sborech, od poledne se všichni účastníci shromažďují typicky ve výstavních halách města ke společným modlitbám a workshopům.
Bratr Roger zahájil tradici, ve které pokračuje i bratr Alois, kdy představený komunity při příležitosti evropského setkání napíše mladým lidem tzv. Dopis z Taizé s podněty k rozjímání. Tento Dopis se pak používá k osobnímu rozjímání i jako výchozí text k diskusím ve skupinkách v Taizé během celého následujícího roku.
Dopis z Taizé začal vycházet jednou za dva měsíce. Od roku 1990 začal vycházet také v češtině a slovenštině. Jednotlivá čísla přinášejí kromě meditace představeného komunity také zprávy z křesťanského světa, biblické meditace, texty z Bible na každý den.

#### Seznam hostitelských měst evropských setkání
| Rok  | Stát               | Město           |
| ---- | ------------------ | --------------- |
| 1978 | Francie            | Paříž           |
| 1979 | Španělsko          | Barcelona       |
| 1980 | Itálie             | Řím             |
| 1981 | Spojené království | Londýn          |
| 1982 | Itálie             | Řím             |
| 1983 | Francie            | Paříž           |
| 1984 | Západní Německo    | Kolín nad Rýnem |
| 1985 | Španělsko          | Barcelona       |
| 1986 | Spojené království | Londýn          |
| 1987 | Itálie             | Řím             |
| 1988 | Francie            | Paříž           |
| 1989 | Polsko             | Vratislav       |
| 1990 | Československo     | Praha           |
| 1991 | Maďarsko           | Budapešť        |
| 1992 | Rakousko           | Vídeň           |
| 1993 | Německo            | Mnichov         |
| 1994 | Francie            | Paříž           |
| 1995 | Polsko             | Vratislav       |
| 1996 | Německo            | Stuttgart       |
| 1997 | Rakousko           | Vídeň           |
| 1998 | Itálie             | Milán           |
| 1999 | Polsko             | Varšava         |
| 2000 | Španělsko          | Barcelona       |
| 2001 | Maďarsko           | Budapešť        |
| 2002 | Francie            | Paříž           |
| 2003 | Německo            | Hamburk         |
| 2004 | Portugalsko        | Lisabon         |
| 2005 | Itálie             | Milán           |
| 2006 | Chorvatsko         | Záhřeb          |
| 2007 | Švýcarsko          | Ženeva          |
| 2008 | Belgie             | Brusel          |
| 2009 | Polsko             | Poznaň          |
| 2010 | Nizozemsko         | Rotterdam       |
| 2011 | Německo            | Berlín          |
| 2012 | Itálie             | Řím             |
| 2013 | Francie            | Štrasburk       |
| 2014 | Česko              | Praha           |
| 2015 | Španělsko          | Valencie        |
| 2016 | Lotyšsko           | Riga            |
| 2017 | Švýcarsko          | Basilej         |
| 2018 | Španělsko          | Madrid          |
| 2019 | Polsko             | Vratislav       |
| 2022 | Itálie             | Turín           |
| 2022 | Německo            | Rostock         |
| 2023 | Slovinsko          | Lublaň          |